# Lamboja
Lamboja är ett i sydvästra vattendrag i Estland. Den är 11,5 km lång och är ett biflöde till Veelikse oja, Reiu jõgi och Pärnu. Lamboja ligger i Saarde kommun i landskapet Pärnumaa. Källan utgörs av sumpmarken Rongu soo som ligger på gränsen mellan Estland och Lettland.